# ハーゼム・エル＝ベブラーウィー
ハーゼム・アブドゥルアズィーズ・エル＝ベブラーウィー（アラビア語: حازم عبد العزيز الببلاوي、Hazem Abdel-Aziz El-Beblawi、1936年10月17日 - ）はエジプトの経済、政治学者、政治家。2013年7月の2013年エジプトクーデター後2014年3月1日までエジプト暫定首相を務めた。2011年には副首相・財務相であった。
日本の報道では「ハゼム・ベブラウィ」などと表記される。

## 経歴

### 生い立ち
1936年10月17日エジプト王国のカイロに生まれた。1957年にカイロ大学法学部を卒業した。1961年にはグルノーブル大学で経済学の大学院学位を得た。1964年にはパリ第1大学から経済学の国家博士号を授与されている。

### キャリア
1965年にアレクサンドリア大学の講師となり、また、高等研究実習院、UCLA、南カリフォルニア大学など幾つかの大学で経済関連のコースの講義を行うなど、1980年まで経済学教育に携わった。1980年にはクウェート工業銀行の経済(開発）部門の部長となり、1983年まで同職を務めた。1983年から1995年にかけてはエジプト輸出開発銀行の頭取兼最高経営責任者を務めた。その後国際連合の西アジア経済社会委員会の事務局長として1995年から2000年にかけて働き、その後2011年にかけてはアブダビのアラブ通貨基金の顧問を務めた。 
2011年のエジプト革命後はエジプト社会民主党の創設メンバーとなった。
2011年7月17日の内閣改造で、政府の経済問題担当の副首相として登用された。また、財務相も兼務したが、前任は2011年1月から務めたサミール・ラドワーンであった。。当時の首相はイサーム・シャラフで、シャラフ内閣が組閣された。
着任から4ヵ月後、ベブラーウィーは2011年10月にコプトが治安部隊に殺害されたことに抗議して辞任しようとしたが 、彼の辞任は政権のエジプト軍最高評議会に受け入れられなかった。任期は2011年12月まで続き、その後副財務相として務めていたムムターズ・エル＝サイードが財務相を継いだ。 
ベブラーウィーはモハメド・エルバラダイやファルーク・エル＝オクダとともに2012年エジプト大統領選挙後、首相候補の一人となっていた。
2013年7月3日のクーデター後、7月9日にベブラーウィーが暫定首相に指名された。その後、彼は社会民主党の党員資格を停止した。ベブラーウィー内閣は2013年7月16日に成立した。
2014年2月24日、ストライキが多発するなどの状況下で内閣総辞職を発表した。

## 著作
銀行、金融、国際貿易、開発などに関する数冊の著書がある。また、アルアハラムにコラムを書いている。
- Beblawi, Hazem (2012). Arba Shohour Fi Qafas Al Hokouma (Four Months in the Government’s Cage'). Cairo: Shrouk Publishing House[25]
- Beblawi, Hazem; Giacomo Luciani (1987). The Rentier State「レンティア国家」. London: Croom Helm. ISBN 978-0709941446
- Beblawi, Hazem. (1984). The Arab Gulf Economy in a Turbulent Age. London: Croom Helm.

## 受賞
- レジオンドヌール勲章騎士章、1992年、フランス[4]
- レオポルド2世勲章コマンドール章、1992年、ベルギー[4]
- レバノン杉勲章（英語版）大将校、2000年、レバノン[4]